# 纳尔逊·韦恩·卡尔
纳尔逊·韦恩·卡尔（英語：30em）是美国商人兼密西西比州政治人物，自2024年起担任密西西比州公共服务委员会南区委员，在初选中击败原任委员戴恩·麦克斯韦后当选。在此之前他从事承包与开发业务，是一名电工。

## 生平
卡尔出生并成长于密西西比州格尔夫波特，1977年毕业于格尔夫波特高中，随后以电工学徒身份进入建筑行业。他获得密西西比州承包商委员会颁发的电气与建筑执照，曾任建筑承包代理人。
2023年，卡尔参加密西西比州南区公共服务委员的共和党初选，挑战时任委员、帕斯卡古拉前市长戴恩·马克斯韦尔，并指控其在竞选中违规申报政治捐款，违反竞选财务法规。在竞选网站上，卡尔表示支持燃料来源多元化，以防范供应短缺和价格波动。
在竞选过程中，卡尔主张加强对电价申请案的审查，关注外州企业运作情况。他鼓励更多太阳能企业进入密西西比市场以促进竞争，并支持净计量政策。他批评环保署对煤炭的过度监管，反对设立消费者权益监督机构，同时支持引入模块化核能装置以提升电网稳定性。
他在初选中以52%对47%的得票率胜出，并在大选中无对手顺利当选。